# Reliant Motor Company
A Reliant Motor Company foi uma fabricante de automóveis com sede em Tamworth, Inglaterra, Reino Unido
A empresa foi fundada em 1935 por T. L. Williams e E. S. Thompson, ex-empregados da Raleigh Bicycle Company. Fez muito sucesso na década de 60, fabricando automóveis com apenas 3 rodas (Reliant Regal e Reliant Robin).
Carros convencionais, com quatro rodas, também fizeram parte do catálogo da empresa, como o Reliant Scimitar GTE e o Reliant Kitten. Além disso, a montadora ajudou a estabelecer as indústrias automotiva na Turquia e em Israel. 
Em 2001, a Reliant mudou suas instalações para Cannock, no Reino Unido. A B&N Plastics anunciou que continuaria a fabricar o Reliant Robin (agora chamado Reliant Robin BN-1) sob licença da montadora. A produção começou oficialmente em 30 de abril de 2001, com os veículos sendo lançados oficialmente em 12 de julho de 2001. Devido a vários problemas, a produção foi suspensa no final de 2002 e nenhum outro veículo Reliant foi fabricado desde então. 